# Meuselbach-Schwarzmühle
Meuselbach-Schwarzmühle é uma localidade e antigo município da Alemanha localizado no distrito de Saalfeld-Rudolstadt, estado de Turíngia. Desde 1 de janeiro de 2019, forma parte do município de Schwarzatal.
Pertencia ao Verwaltungsgemeinschaft de Bergbahnregion/Schwarzatal.

## Demografia
Evolução da população:
| Ano  | População |
| ---- | --------- |
| 1787 | 918       |
| 1815 | 1.224     |
| 1834 | 1.553     |
| 1837 | 1.438     |
| 1849 | 1.525     |
| 1852 | 1.435     |
| 1871 | 1.583     |
| 1905 | 1.905     |
| 1919 | 2.042     |
| 1925 | 2.391     |

| Ano  | População |
| ---- | --------- |
| 1933 | 2.490     |
| 1939 | 2.418     |
| 1945 | 2.572     |
| 1955 | 2.584     |
| 1984 | 1.952     |
| 1988 | 1.875     |
| 1990 | 1.748     |
| 1995 | 1.660     |
| 2001 | 1.465     |
| 2006 | 1.372     |